# Jorge Machado Moreira
Jorge Machado Moreira (Paris, 23 de fevereiro de 1904 - 1992) foi um arquiteto brasileiro. 
Arquiteto-chefe responsável pela equipe que fez o plano urbanístico e arquitetônico do campus da Universidade Federal do Rio de Janeiro (então Universidade do Brasil), na ilha do Fundão. Participou da equipe que projetou o Ministério da Educação e da Saúde Pública (mais tarde Ministério da Educação e Cultura), junto com Lucio Costa, Affonso Eduardo Reidy, Oscar Niemeyer, Ernani Vasconcellos e Carlos Leão. 
Formou-se em 1932 na Escola Nacional de Belas Artes, Rio de Janeiro. Moreira manteve-se muito próximo dos cânones corbusianos.  Seu projeto para o prédio da Faculdade de Arquitetura na ilha do Fundão, assemelha-se em muitos aspectos à versão do Ministério da Saúde proposta para a rua Sta. Luzia, por Le Corbusier.  

## Projetos
- Campus da Universidade do Brasil [3]
- Edifício Palácio Gustavo Capanema (antiga sede do Ministério da Educação e da Saúde Pública) [4]